# Olle Skogman
Olof (Olle) Amandus Skogman, född 19 november 1878 i Grundsunds församling, Göteborgs och Bohus län, död 13 juli 1968 i Skaftö församling, Göteborgs och Bohus län, var en svensk målare.
Han var son till sjökaptenen Johan Anton Olsson och hans maka Amanda och gift med Gunhild Ingeborg Gren. Parallellt med utbildningen till yrkesmålare studerade Skogman vid Slöjdföreningens skola 1895–1899 och vid kvällskurser i krokiteckning vid Valands målarskola 1898–1899. Han for 1902 till Luzern i Schweiz där han samtidigt som han bedrev självstudier försörjde sig som dekorationsmålare och kopist. Han lämnade Schweiz 1909 för att studera för Émile Renard vid Académie Colarossi i Paris och åter i Sverige 1914 studerade han en period för Carl Wilhelmson i Stockholm. Han deltog i Salon des Indépendants i Paris 1911 och i en samlingsutställning på Wettergren & Kerber i Göteborg 1934 samt i Sveriges fria konstnärsförbunds vandringsutställningar. Tillsammans med Helge Andersson ställde han ut i Örebro och tillsammans med Gideon Ekholm i Göteborg samt tillsammans med Emil Westman i Kristianstad. Separat ställde han ut i bland annat Linköping, Borås, Lysekil, Uddevalla och Stenungsund. Hans konst består av skärgårdsmiljöer från Västkusten med fiskebodar, bryggor och båtar.